# Digitaria griffithii
Digitaria griffithii är en gräsart som först beskrevs av Joseph Dalton Hooker, och fick sitt nu gällande namn av Johannes Jan Theodoor Henrard. Digitaria griffithii ingår i släktet fingerhirser, och familjen gräs. Inga underarter finns listade i Catalogue of Life.